# Mickey Brantley
Michael Charles Brantley Sr, född den 17 juni 1961 i Catskill i delstaten New York, är en amerikansk före detta professionell basebollspelare.
Brantley spelade fyra säsonger i Major League Baseball (MLB) 1986–1989 och en säsong i Nippon Professional Baseball (NPB) 1993. Brantley var outfielder. Han arbetade efter spelarkarriären som tränare och assisterande tränare i Minor League Baseball samt som assisterande tränare i MLB.
Brantley spelade i MLB för Seattle Mariners och i NPB för Yomiuri Giants. I MLB spelade han totalt 302 matcher med ett slaggenomsnitt på 0,259, 32 homeruns och 125 RBI:s. I NPB spelade han 13 matcher med ett slaggenomsnitt på 0,182, inga homeruns och fyra RBI:s.

## Spelarkarriär

### College
Brantley studerade vid Coastal Carolina University och spelade för skolans basebollag Coastal Carolina Chanticleers.

### Major League Baseball
Brantley draftades av Seattle Mariners 1983 som 35:e spelare totalt och fick en bonus på 40 000 dollar när han skrev på. Han gjorde proffsdebut i Mariners farmarklubbssystem redan samma år och arbetade sig uppåt i systemet tills han fick göra sin MLB-debut den 9 augusti 1986. Han spelade därefter för Mariners under fyra säsonger till och med 1989, men efter det blev det bara spel i farmarklubbar. Han trejdades till Milwaukee Brewers i utbyte mot Frank Bolick i juni 1990 och gjorde efter det även försök att nå MLB med Cincinnati Reds, Houston Astros och San Francisco Giants.

### Nippon Professional Baseball
Brantley avslutade sin spelarkarriär med en säsong i Nippon Professional Baseball (NPB) för Yomiuri Giants 1993.

## Tränarkarriär
Efter den aktiva spelarkarriären arbetade Brantley som tränare och assisterande tränare i San Francisco Giants och New York Mets farmarklubbssystem 1995–1997 innan han blev assisterande tränare (hitting coach) för Mets 1999. Han var senare first base coach och därefter hitting coach för Toronto Blue Jays 2005–2007.

## Privatliv
Brantley är pappa till Michael Brantley, som också blev en MLB-spelare.